# Anisota stigma
Espèce
Anisota stigma est une espèce de lépidoptères (papillons) de la famille des Saturniidae, de la sous-famille des Ceratocampinae.
On le trouve aux États-Unis depuis le Massachusetts et le sud de l'Ontario jusqu'à la Floride, à l'ouest du Minnesota, au Kansas et au Texas.
Il a une envergure d'environ 45 mm.
Les chenilles se nourrissent principalement de feuilles de chênes, mais on les a également signalé sur les noisetiers et les tilleuls[réf. nécessaire].

## Synonyme
- Bombyx stigma Fabricius, 1775

## Galerie

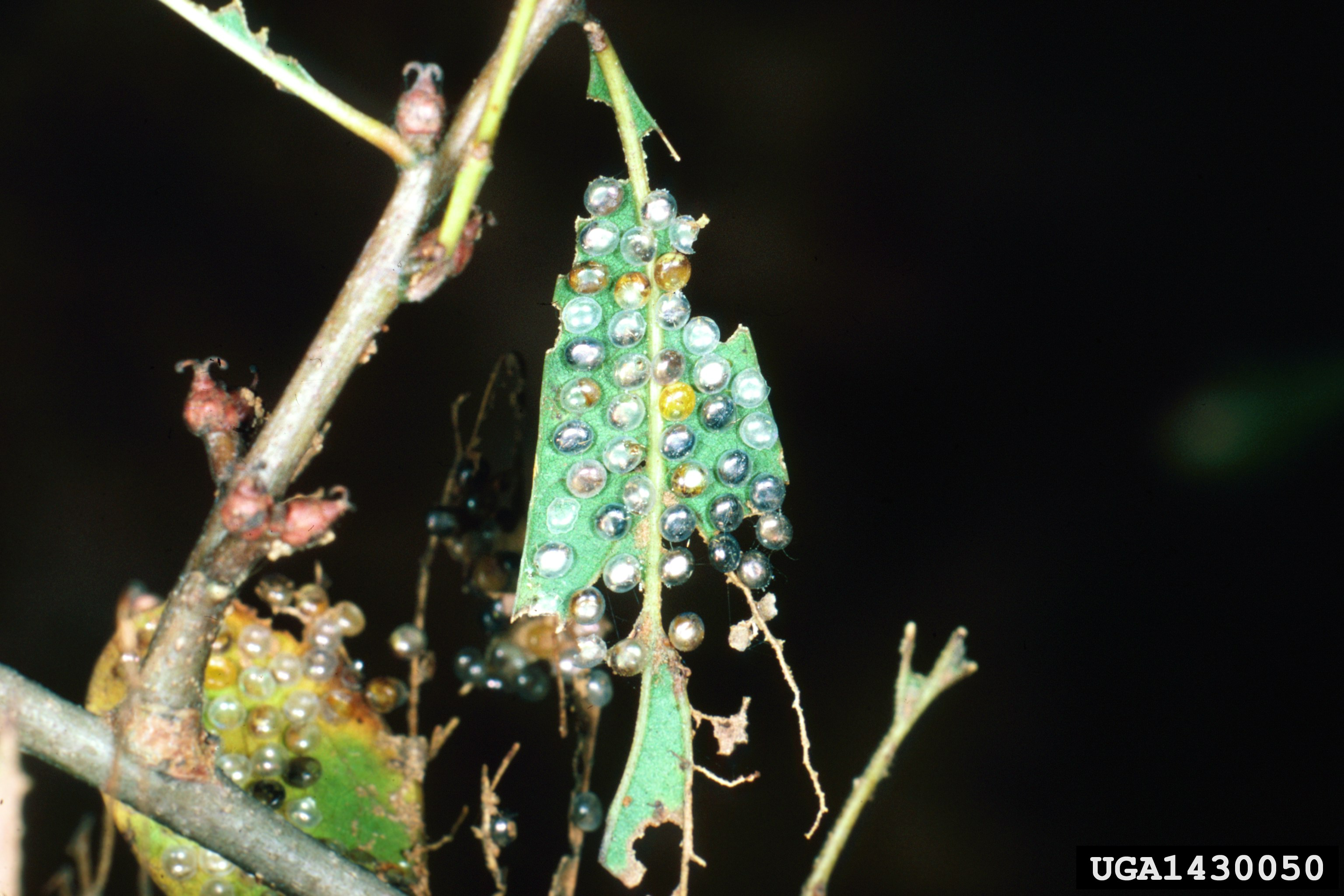
Œufs
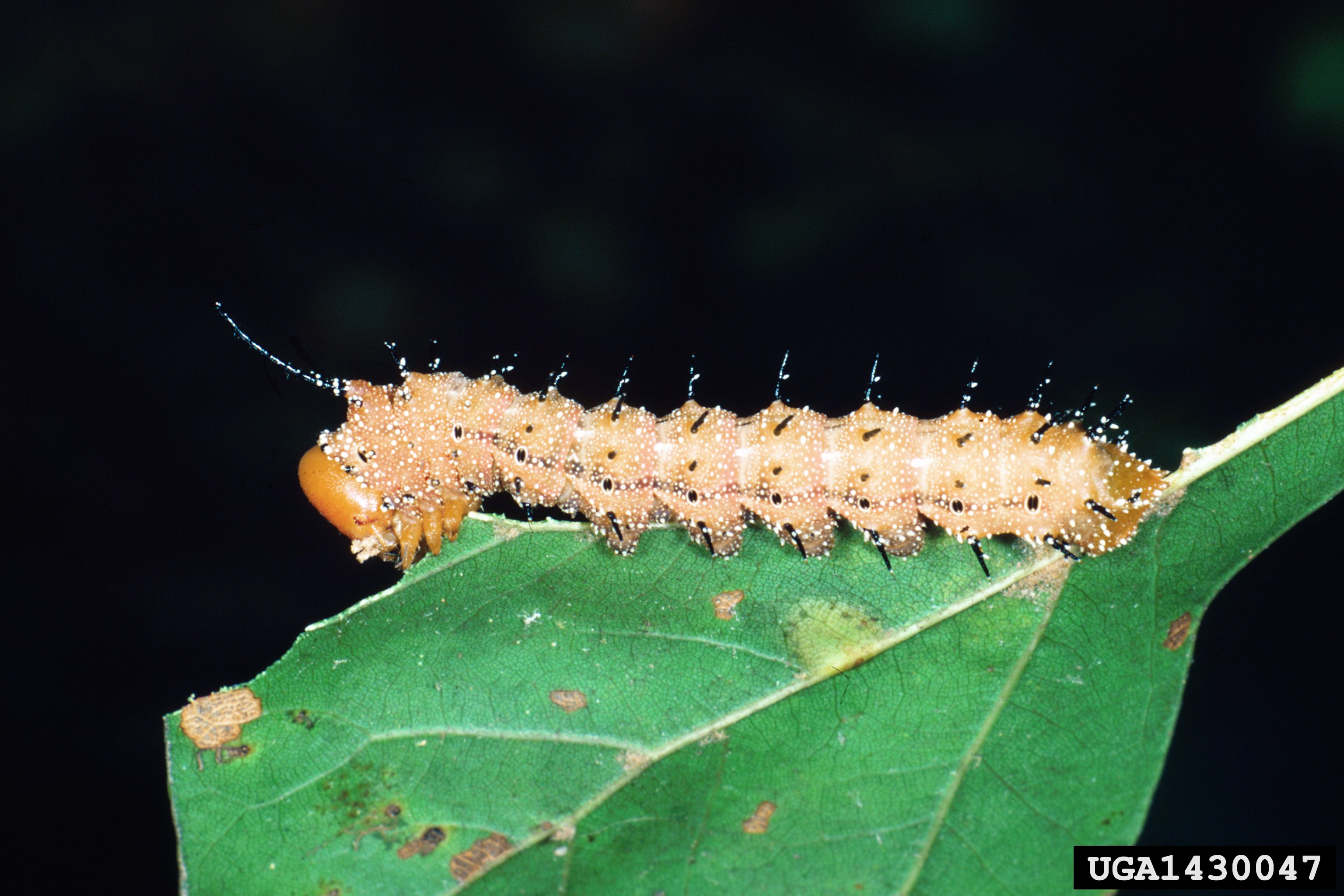
Chenille